# Mestre do Sabor
Mestre do Sabor foi um talent show de culinária televisivo brasileiro produzido  pela TV Globo e exibido de 10 de outubro de 2019 até 22 de julho de 2021 e exibido em horários alternativos pelo canal GNT. e pelo streaming Globoplay. Apresentado por Claude Troisgros e João Batista (a partir da 2ª temporada passa a apresentar o programa ao lado de Claude), é o primeiro reality show gastronômico exibido pela emissora, tendo a sua primeira temporada concluída em 26 de dezembro de 2019.
Após o final da primeira temporada, o diretor Boninho anuncia a renovação para uma segunda temporada, com previsão de estreia para maio de 2020. As vésperas da gravação da segunda temporada, José Avillez deixou o júri da atração em função do COVID-19 e foi substituído pelo Chef Rafael Costa e Silva. A segunda temporada estreou no dia 30 de abril de 2020 às 22h30, já que as suas gravações foram concluídas antes do fechamento temporário dos Estúdios Globo como medida protetiva ao COVID-19. Diferente da primeira temporada, a segunda não teve a presença da plateia em todos os episódios, exceto a final que teve a presença de um público virtual. O fim da segunda temporada ocorreu em 23 de julho de 2020, sendo substituído por Hebe, minissérie em 10 episódios. Após o sucesso da segunda temporada com índices superiores ao da primeira e também pelo sucesso comercial, foi anunciada a renovação para uma terceira temporada em 2021. A terceira temporada estreou no dia 6 de maio de 2021, se encerrando no dia 22 de julho do mesmo ano, mantendo a mesma equipe das duas temporadas anteriores, assim como o dia e horário. Rafa Costa e Silva segue nesta temporada em substituição a José Avillez. A quarta temporada seria exibida em novembro de 2022, mas teve as suas produções suspensas, uma vez que não obteve êxito na temporada anterior.

## Formato
Um grupo de chefs experientes precisa mostrar todo o talento ao elaborar diferentes pratos, valorizando a gastronomia nacional.
Os competidores são avaliados por renomados jurados e apenas um deles unirá-se ao grupo de Mestres.

## Apresentação
Legenda
     Apresentador
     Co-apresentador
     Bastidores
| Apresentador       | Temporada | Temporada | Temporada |
| Apresentador       | 1         | 2         | 3         |
| ------------------ | --------- | --------- | --------- |
| Claude Troisgros   |           |           |           |
| Batista            |           |           |           |
| Maria Joana        |           |           |           |
| Monique Alfradique |           |           |           |

## Jurados
| Jurados | Jurados            | Temporada | Temporada | Temporada |
| Jurados | Jurados            | 1         | 2         | 3         |
| ------- | ------------------ | --------- | --------- | --------- |
|         | José Avillez       |           |           |           |
|         | Kátia Barbosa      |           |           |           |
|         | Leo Paixão         |           |           |           |
|         | Rafa Costa e Silva |           |           |           |

## Etapas

### Prato de Entrada
Para conquistar uma das 18 vagas (na primeira temporada eram 24) em Mestre do Sabor, os candidatos precisam preparar um prato que consideram a sua melhor receita na cozinha. Os três Mestres, Kátia Barbosa, Leo Paixão e Rafa Costa e Silva (substituindo José Avillez no decorrer da segunda temporada), experimentam os pratos, mas sem saber quem os elaborou!
As avaliações acontecem de forma individual: cada vez que degustam um novo prato, os Mestres decidem se o candidato merece uma vaga no seu time e, assim, a permanência no reality.
Mas, se mais de um Mestre aprovar a receita, é o próprio candidato que vai escolher qual time ele quer fazer parte.
A fase Prato de Entrada é finalizada assim: três times, com seis participantes cada um.

### Na Pressão
Essa é uma fase com duas etapas. A primeira é o Menu Confiança, no formato time contra time, e no jeito que toda boa competição pede!
No Menu Confiança, os três times cozinham um menu completo, com cada Mestre orientando os Chefs do seu time. Agora, quem vai avaliar e eleger o melhor menu é o apresentador Claude Troisgros e o co-apresentador João Batista (incluso na segunda temporada). O time que ganhar o voto de Claude e João, irá conquistar a imunidade na segunda prova.
A segunda etapa da fase Na Pressão é a Batalha dos Cucas. Os Chefs cozinham individualmente e são avaliados pelos Mestres José Avillez (primeira temporada e metade da segunda), Kátia Barbosa, Leo Paixão e Rafa Costa e Silva (metade da segunda temporada em diante), que terão a missão de definir quais são os dois Chefs que deixam a competição.

### Duelos
O reality vai ganhando ainda mais emoção nessa fase, que apresenta duelos em “mata-mata”. A cada programa, os próprios Chefs vão escolher quem quer ser a sua dupla – independente de qual time for – para a realização da prova.
Nessa disputa, os Mestres vão avaliar o desempenho de cada Chef. O melhor participante de cada duelo segue na disputa.

### Repescagem
Incluso na segunda temporada, os Chefs eliminados nos Duelos voltam a cozinha para garantir mais uma chance no programa, mas para isso, terão que enfrentar duas fases de avaliação dos Mestres.
Na primeira fase, seis chefs (na segunda foram cinco) retornam a cozinha em ordem definida por sorteio para passar por mais uma fase de avaliação dos Mestres. Os três Chefs que conseguirem a aprovação dos Mestres avançam para a próxima rodada.
Na segunda fase, os três Chefs restantes voltam a se enfrentar na cozinha seguindo a mesma ordem da primeira fase. Mas apenas quem conseguir a aprovação dos três Mestres é que consegue uma segunda oportunidade no programa, participando da fase Na Peneira.

### Na Balança / Na Peneira
Chegamos a uma fase com duas rodadas de provas individuais. Na primeira rodada, os Chefs elaboram um prato e os Mestres: José Avillez (primeira temporada), Kátia Barbosa, Leo Paixão e Rafa Costa e Silva (segunda temporada em diante), elegem, cada um, a sua receita favorita. Com isso, os Chefs dos pratos eleitos são classificados para a semifinal.
Os Chefs que não conseguiram essa classificação vão passar por mais uma rodada da prova, cozinhando individualmente. Mais uma vez, os Mestres entram em ação: eles vão escolher os melhores pratos e mais três Chefs garantem a vaga na semifinal.

### Semifinal
Os seis Chefs que conseguirem chegar a essa fase da competição vão ser avaliados em duas etapas. Todos eles precisam cozinhar, e o os pratos serão avaliados pelo apresentador Claude Troisgros e o co-apresentador João Batista. Sim, nessa etapa, Claude e João retornam ao papel de avaliadores. Após degustar todos os pratos, eles elegem dois participantes para a final.
Na segunda etapa, que é individual, os Mestres que são os avaliadores. Nessa função, eles elegem outros dois participantes, que também ganham o direito de seguir para a última fase da competição. Sendo assim, a fase termina com quatro finalistas.

### Final
A fase conta com duas etapas e irá definir o grande campeão do reality show! O vencedor se tornará o Mestre do Sabor e levará um prêmio de R$ 250 mil.

## Sumário
Legenda de cores
| Time Avillez Time Leo Time Kátia Time Rafa |

| Temp | Ano  | Vencedor          | Segundo lugar | Chef vencedor      | Apresentador     | Co-apresentador | Bastidores         | Chefs   | Chefs | Chefs |
| Temp | Ano  | Vencedor          | Segundo lugar | Chef vencedor      | Apresentador     | Co-apresentador | Bastidores         | 1       | 2     | 3     |
| ---- | ---- | ----------------- | ------------- | ------------------ | ---------------- | --------------- | ------------------ | ------- | ----- | ----- |
| 1    | 2019 | Gabriel Coelho    | Dudu Poerner  | José Avillez       | Claude Troisgros | Batista         | Maria Joana        | Avillez | Kátia | Leo   |
| 2    | 2020 | Dário Costa       | Ana Zambelli  | Kátia Barbosa      | Claude Troisgros | Batista         | Monique Alfradique | Avillez | Kátia | Leo   |
| 3    | 2021 | Rodrigo Guimarães | Pedro Barbosa | Rafa Costa e Silva | Claude Troisgros | Batista         | Monique Alfradique | Rafa    | Kátia | Leo   |

### Chefs e finalistas
– Chef vencedor
| Temporada | Chefs e finalistas                                                                                                  | Chefs e finalistas                                                                                                | Chefs e finalistas |
| --------- | --- | --- | --- |
| 1         | Leo Paixão | José Avillez | Kátia Barbosa |
| 1         | Dudu Poerner Ricardo Caldas Diego Gimenez Mariana Pelozio Roberto Neves André Barros Raissa Ribeiro Viviane Almeida | Gabriel Coelho Djalma Victor Lui Veronense Rafael Lorenti Thiago das Chagas Ana Bueno Gustavo Young Janete Borges | Scheile Barbosa Lilian Almeida Marcelo Cotrim Felipe Oliveira Fernando Vaz Carol Albuquerque Lira Muller Amanda Grezzana |
| 2         | José Avillez / Rafa Costa & Silva                                                                                   | Leo Paixão | Kátia Barbosa |
| 2         | Caio Soter Kaywa Hilton Milena Barros Claudia Krauspenhar Mel Freitas Gil Nacarato                                  | Ana Zambelli Serginho Jucá Bruno Hoffman Álvaro Gaspareto Lydia Gonzales Moacir Santana                           | Dário Costa Júnior Marinho Francisco Pinheiro Arthur Pendragon Jackie Watanabe Mari Schurt                               |
| 3         | Rafa Costa & Silva                                                                                                  | Kátia Barbosa | Leo Paixão |
| 3         | Rodrigo Guimarães Danilo Takigawa Diogo Sabião Ana Carolina Ju Lima Leninha Carvalho                                | Vitória Gasques Bia Pimentel Pedro Franco Matheus Almeida Léo Modesto Ana Gabriela                                | Pedro Barbosa Cadu Moura Carol Francelino Bruna Martins Aline Guedes Rafa Campos                                         |

## Outras aparições
Além de participarem de Mestre do Sabor, alguns dos participantes passaram a competir em outros reality ou talent shows.
| Participante       | Edição Mestre do Sabor | Colocação                | Reality ou talent show              | Temp.                 | Colocação                |
| ------------------ | ---------------------- | ------------------------ | ----------------------------------- | --------------------- | ------------------------ |
| Mariana Pelozio    | 1                      | Eliminada — Na Peneira   | Hell's Kitchen: Cozinha sob Pressão | 3                     | 3.º lugar                |
| Raíssa Ribeiro     | Eliminada — Duelos     | MasterChef Profissionais | 2                                   | Eliminada – 4.º lugar |                          |
| Francisco Pinheiro | 2                      | MasterChef Profissionais | 2                                   | Eliminado – Duelos    | Vice-Campeão – 2.º lugar |
| Dário Costa        | Vencedor – 1.º lugar   | MasterChef Profissionais | 1                                   | Eliminado – 3.º lugar |                          |

## Repercussão
Da mídia
Faltando dois dias para a estreia, o apresentador Claude Troisgros em entrevista a coluna F5 do jornal Folha de S.Paulo, disse que o programa pretende "ajudar o chef a fazer a melhor comida" e também alfinetou o MasterChef Brasil, devido as comparações e o mesmo formato culinário, garantindo que irá valorizar o chef sem "bater na cara de ninguém", já que na atração concorrente os chefs fazem duras críticas com relação aos pratos considerados ruins dos participantes. Os três jurados também destacaram as misturas de alimentos, de culturas e histórias, excluindo também os rótulos atribuídos.
Já a revista Veja, no dia da estreia, considerou o programa como "gincana culinária" e também usou a mesma lógica do The Voice Brasil com relação ao uso de painéis de aprovação e formação de times comandados pelos "mestres". Além disso, também disse que o programa pega carona com o MasterChef (Rede Bandeirantes) e o Hell's Kitchen: Cozinha sob Pressão (SBT) com o rigor em avaliação de pratos e destacou que a disputa é "sem graça" pelo fato de que os participantes do programa já são profissionais renomados e donos de restaurante.
Nas redes sociais, a atração dividiu opiniões, embora aprovado por alguns, o programa virou alvo de algumas piadas e comparações com o The Voice, atribuindo apelidos de "The Fome Brasil" e "The Food Brasil". Outros também consideraram como uma cópia do MasterChef, devido as inúmeras comparações e o mesmo formato. Até mesmo a apresentadora do reality culinário da Band, Ana Paula Padrão foi citada, com muitos internautas ironizando que: “O reality não terá o principal: Ana Paula Padrão anunciando que o vencedor ganhará um curso completo de cozinha ou partisserie na Le Cordon Bleu em Paris“. Curiosamente, o vencedor da segunda temporada, Dário Costa, já participara da primeira temporada de MasterChef Profissionais, no qual terminou na terceira colocação.
Audiência
A estreia do programa registrou 18,7 pontos de acordo com dados consolidados do IBOPE em São Paulo, representando uma queda de 25% com relação ao The Voice Brasil, exibido anteriormente na faixa. Em alguns minutos chegou a registrar apenas 14 pontos. A segunda e a terceira temporada oscilaram com médias entre 16 e 18 pontos.
| Temporada | Exibição                | Primeiro Episódio | Último Episódio | Média-geral |
| --------- | ----------------------- | ----------------- | --------------- | ----------- |
| 1.ª       | Quintas-feiras às 22h30 | 18,7              | 17,7            | 17,7        |
| 2.ª       | Quintas-feiras às 22h30 | 16,3              | 19,8            | 18,1        |
| 3.ª       | Quintas-feiras às 22h30 | 17,3              | 16,4            | 16,3        |

- Cada ponto representa um número específico de casas em São Paulo.

2019: 73 015 casas
2020: 74 987 casas
2021: 76 577 casas